# Baixada Fluminense

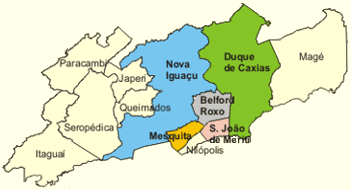
Communes de la Baixada Fluminense.

La Baixada Fluminense est une région de l'État de Rio de Janeiro, au Brésil, appelée jusqu'au XIXe siècle Baixada da Guanabara. Elle a connu un grand développement à partir du cycle minier du pays, au XVIIIe siècle, quand elle fut un important corridor d'écoulement de l'or du Minas Gerais. Plus tard, au XIXe siècle, elle fut une des premières régions de plantations de café au Brésil. Elle connut un grand déclin économique avec l'implantation de la ligne de chemin de fer, pendant le Second empire (1840-1889), laquelle vidait les routes traditionnelles sur les cours d'eau et les chemins.
Au début du XXe siècle, la Baixada Fluminense commença à subir des travaux de drainage, de manière à la rendre habitable pour le grand nombre de migrants venant d'autres régions, à la recherche de meilleures conditions de vie dans la capitale fédérale de l'époque. Dans la seconde moitié de ce même siècle, son image de région avec de grands problèmes sociaux et une forte violence urbaine fut renforcée, et elle perdure encore de nos jours. Des régions qui constituent l'État de Rio de Janeiro, c'est la seconde plus peuplée, avec plus de trois millions d'habitants, étant seulement dépassée par la capitale de l'État.
Quant aux municipalités qui la composent, il y a unanimité pour Duque de Caxias, Nova Iguaçu, São João de Meriti, Nilópolis, Belford Roxo, Queimados et Mesquita, toutes au Nord de la ville de Rio de Janeiro. Quelques historiens y incluent aussi Magé et Guapimirim (au Nord-Est de Rio de Janeiro) ; Japeri, Paracambi, Seropédica et Itaguaí (au Nord-Ouest de Rio de Janeiro).